# Dendrobium pterocarpum
Dendrobium pterocarpum é uma espécie de orquídea de flores pequenas que duram muito pouco, mas que floresce diversas vezes ao ano, nativa de Mindanao, nas Filipinas. Esta espécie provavelmente deveria estar subordinada ao gênero Ceraia.